# Hibiki’s Magic
Hibiki’s Magic (яп. ヒビキのマホウ хибики но махо:) — манга, созданная Дзюном Маэдой и проиллюстрированная Рэй Идзуми. Главной героиней является маленькая девочка по имени Хибики, которая обучается у волшебника по имени Сироцуки. У Хибики нет большого опыта в использовании магии, но она прекрасно готовит чай. После того, как её учитель оказывается при смерти, Хибики собирается остаться в знаменитой академии магии и самой стать учителем.
Манга начала выпускаться в августе 2004 года в журнале Shonen Ace, с ноября 2005 года перейдя в Comp Ace. К августу 2007 года в Япони были выпущены два танкобона, и манга в течение мая того же года только дважды появилась на страницах Comp Ace. Компания Tokyopop приобрела лицензию на серию и выпустила два тома в 2007 году. По описаниям обозревателей из Anime News Network, эта «вдохновляющая» манга нарисована в прелестном стиле и обладает хорошим повествованием.

## Сюжет
Сюжет рассказывает об одинокой маленькой девочке Хибики, о которой заботится волшебник Сироцуки. В самом начале Хибики живёт вместе с Сироцуки и обучается у него искусству магии. Сироцуки, к которому Хибики обращается Учитель, ищет ключ к бессмертию. Он является профессионалом в искусстве под названием «Круги Магии», которое черпает свою силу из особых кругов и создаёт различные чары. Сироцуки решает обучить Хибики тому, что он знает, хотя она неопытна в магии и редко добивается успеха. Несмотря на неоднократные неудачные попытки Хибики, воодушевлённая учителем, продолжает постигать искусство магии.
Исследования Сироцуки прерываются, когда группа неизвестных врывается в его дом. Душа Сироцуки оказывается запертой, а его тело пропадает в огне. Хибики удаётся спастись. Не зная, куда теперь идти, Хибики поселяется около столичного города. К её удивлению, репутация Сироцуки имеет здесь большое значение, и Хибики получает должность профессора в Академии магии «Камисэд». Попытки же Хибики убедить руководство школы в том, что она совершенно неопытна, терпят провал. Хибики приходится свыкнуться с мыслью, что она теперь будет преподавать в знаменитой магической школе. Она встречает много новых людей и постепенно набирается опыта.
Хибики знакомится со студентом по имени Ахито, который ненавидит магию. Позднее они становятся друзьями. С помощью своего учителя Хибики создаёт лилипута в виде маленькой девочки, именующей себя Сирасан. Также Хибики знакомится с Надзуной Сирэю, на которую наложено проклятье. Хибики пытается помочь её и становится её другом. К тому же оказывается, что Надзуна является внучкой правителя земли, где происходит действие.
В мире манги человек в обмен на изучение новой магии должен принести что-либо в жертву. Это может быть физическое жертвоприношение (как, например, Ахито, который экспериментировал с болью) или психическое (Сироцуки, потерявший память). Хибики прилагает все усилия, чтобы минимизировать потери от таких жертв.

## Персонажи
Хибики (яп. ヒビキ) — девочка, обладающая небольшими познаниями в магии, прекрасно готовит чай. Впервые войдя в дом Сироцуки, вела себя довольно робко и пряталась в углу. Позднее она всё же прониклась теплотой к нему и с тех пор считала его важным человеком в своей жизни. Беззаботна, всегда помогает людям, нуждающимся в помощи. Она не имеет таланта в магии и надеется, что её учитель поможет ей в этом отношении.
Сироцуки (яп. シロツキ) — опытный волшебник, который привёл Хибики в свой дом и собирался обучить её своему мастерству. Несмотря на постоянные неудачи Хибики, Сироцуки никогда не проявляет раздражения и всегда даёт ей возможность сделать всё правильно. Когда-то он был влюблён в женщину по имени Юй, но пожертвовал своими воспоминаниями о ней ради своей магии.
Ахито (яп. アヒト) — молодой человек, студент магической академии. Хотя он обучается магии, он не верит, что магия полезна для человечества. Он пошёл в академию по воле своей бабушки. Его родители погибли на войне при проведении страшных экспериментов. Он также, будучи ребёнком, был вовлечён в эти эксперименты, надеясь спасти девочку по имени Мидзуки, которая преждевременно умерла. Ахито становится другом Хибики и теперь ведёт себя с ней довольно деликатно. Глаза Ахито обладают исцеляющими свойствами, но в качестве жертвы он вынужден терпеть физическую боль, глядя на кого-либо.
Сирасан (яп. シイラアサン Сиираасан) — лилипут, также её называют Си-тян. Она была создана совместными усилиями Хибики и Сироцуки. Она считает себя взрослой и поэтому читает газеты и курит сигареты. Изначально лилипуты были созданы в качестве оружия, поэтому Сирасан может использовать любое оружие, как пожелает (например, чтобы избавиться от надоедливых мух). Независимая личность, не любит обсуждать свои достоинства и недостатки. Очень любит Хибики.
Асума (яп. アスマ) — легкомысленный волшебник, директор Академии магии «Камисэд». Ему нравится использовать магию, чтобы удивлять других, например, создавать цветы или маленькую птичку. В качестве жертвы за использование магии он быстро стареет. Например, когда он спас Мисаки, та была удивлена, что он за один день постарел на несколько лет.
Мисаки (яп. ミサキ) — помощница Асумы и первая, кого Хибики встретила, придя в академию. Если Хибики что-либо не так делает, Мисаки всегда отчитывает её и объясняет, как нужно правильно себя вести. Видя небольшой опыт Хибики в магии, Мисаки не уверена в том, что Хибики сможет хорошо работать на факультете. Однако сама Мисаки хоть и обладает обширными познаниями в магии, но не может исполнить ни одного заклинания. Когда-то она была удочерена человеком, который постоянно издевался над ней, и единственной вещью, которая поднимала её дух, была магическая книга. Позже её спас Асума, и теперь она надеется быть ему полезной.
Ицуко (яп. イッコ) — учитель в академии, специализируется на проклятиях. Её приятная наружность меняется в противоположную сторону, когда она создаёт свои проклятия. Хорошо шьёт.
Юцуко (яп. ユッコ) — старшая сестра Ицуко. Она потеряла свою дочь Нанако в последней войне, и с тех пор тратит всё своё время на изучение того, как можно придать лилипуту человеческий вид, и она не могла создать лилипута, имевшего человеческое обличье. После случая с Сирасан Юцуко всё-таки признала смерть своей дочери и прекратила работу над лилипутами. Она принесла в жертву свой сон ради магии.
Надзуна Сирэю (яп. ナズナ) — внучка короля. Она отлично владеет мечом. Её преследуют души мёртвых цыплят, считающих её своей матерью.

## История создания
Манга Hibiki’s Magic была написана Дзюном Маэдой и проиллюстрирована Рэй Идзуми. Как указано в конце первого тома, Маэда поначалу задумывал Hibiki’s Magic как короткую историю на необычную тему и писал её, будучи студентом. С 2003 года он начал работать с Рэй Идзуми, которую считал одной из лучших художниц. После того, как Идзуми создала ранний дизайн персонажа Хибики, Маэда решил продолжить историю, и они совместно начали работу над мангой.
Манга впервые была опубликована в августе 2004 года в журнале Shōnen Ace, который позднее был преобразован в Comp Ace. В Японии было выпущено два танкобона, первый — 10 августа 2005 года, второй — 26 декабря 2006 года. Hibiki’s Magic изредка появлялась в Comp Ace в 2007 году, только один раз появилась на страницах журнала в августе 2008 года и ещё один раз — в июле 2011 года в специальном издании журнала, имевшем название «Key Station». Дополнительная глава манги была опубликована в сентябре 2008 года. В январе 2010 года Маэда писал, что всё ещё планирует продолжить историю, и это будет возможным только с помощью Идзуми.
Компания Tokyopop заявила о том, что приобрела права на издание манги Hibiki’s Magic в английском переводе на территории Северной Америки. Первый том был выпущен 9 января 2007 года, второй — 11 сентября 2007 года. Издательство Kadokawa Shoten также выпустило серию в китайском переводе.
| № | Япония             | Япония                 | Северная америка    | Северная америка       |
| № | Дата публикации    | ISBN                   | Дата публикации     | ISBN                   |
| --- | ------------------ | ---------------------- | ------------------- | ---------------------- |
| 1 | 10 августа 2005 г. | ISBN 978-4-04713-713-4 | 9 января 2007 г.    | ISBN 978-1-59816-766-5 |
| - 01. "The Magic of Transposition" (яп. 転位のマホウ Тэни но махо:) - 02. "The Magic That Cannot Heal" (Часть 1) (яп. 癒えないマホウ (前編) Иэнай махо: (дзэмпэн)) - 03. "The Magic That Cannot Heal" (Часть 2) (яп. 癒えないマホウ (後編) Иэнай махо: (ко:хэн)) - 04. "The Magic of Life" (Часть 1) (яп. 生命のマホウ (前編) Сэймэй но махо: (дзэмпэн)) - 05. "The Magic of Life" (Часть 2) (яп. 生命のマホウ (中編) Сэймэй но махо: (тю:хэн)) - 06. "The Magic of Life" (Часть 3) (яп. 生命のマホウ (後編) Сэймэй но махо: (ко:хэн)) - Отдельная история: "Even If I Forget You" (яп. ぼくがきみをわすれても Боку га кими о васурэтэмо) |                    |                        |                     |                        |
| 2 | 26 декабря 2006 г. | ISBN 978-4-04713-866-7 | 11 сентября 2007 г. | ISBN 978-1-4278-0458-7 |
| - 07. "The Magic That Protects All" (яп. 失わないためのマホウ Усинаванай тамэ но махо:) - 08. "The Magic of the Cursed Item" (яп. 呪具のマホウ Касири но махо:) - 09. "The Magic of the Heart" (яп. 伝心のマホウ Цумэ но махо:) - 10. "The Magic of the Demon" (яп. 悪魔のマホウ Акума но махо:) - 11. "The Magic That Saves" (яп. 救うためのマホウ Суку: тамэ но махо:) - Дополнение: "Our Beginning Song" (яп. きみとぼくのはじまりのうた Кими то боку но хадзимари но ута) |                    |                        |                     |                        |

## Отзывы
В обзоре первого тома манги от Anime News Network говорилось, что «магия имеет огромное значение в жизни персонажей. Книга старается вызвать у читателя сильные эмоции, но сюжет достаточно сжат». Отмечалось, что первый том имеет «вдохновляющий оттенок», но обзор заканчивался словами: «Не думайте, что в манге Hibiki’s Magic имеет место принципиально иной подход к магии. Это всего лишь большая порция счастья для любителей сладеньких драм». Карло Сантос сравнил Hibiki’s Magic с мангой Someday's Dreamers, сказав, что в первой «больше мужества и сердечности». Также, по его мнению, волшебники в манге такие же, как и все обычные люди со своими слабостями. Визуально серия схожа другими произведениями в стиле фэнтези, и отмечено сходство формы персонажей и школьного символа с соответствующими атрибутами из Хогвартса. Согласно обзору IGN, «эта книга сможет завоевать популярность у прямой возрастной группы читателей. Не подумайте, эта книга „мила“ во всех смыслах этого слова, но за этим скрывается очень серьёзная история».
Обозреватель Лерой Дорессеаукс похвалил Маэду за создание «прекрасной и очаровательной истории о дружбе, любви и преданности». Он также положительно отозвался о стиле Идзуми. Обозреватель Мишель Рамонетти, следуя примеру своих коллег, признал мангу «милой», но подчеркнул, что «обычно весёлая, но часто горькая, она заставляет читателя плакать». А основная тема манги связана с «попытками найти надежду, несмотря на боль и горе». Джейсон Томпсон определил Hibiki’s Magic как нечто среднее между Someday’s Dreamers и Atelier Marie and Elie, отметив, что манга «не так оптимистична, как Someday’s Dreamers». Он также считал, что «рисунок слишком груб и имеет место множество шаблонов».